# Carex cylindrostachys
Carex cylindrostachys är en halvgräsart som beskrevs av Adrien René Franchet. Carex cylindrostachys ingår i släktet starrar, och familjen halvgräs. Inga underarter finns listade i Catalogue of Life.